# Khuldābād
Khuldābād är en ort i Indien.   Den ligger i distriktet Aurangabad och delstaten Maharashtra, i den centrala delen av landet, 1 000 km söder om huvudstaden New Delhi. Khuldābād ligger 734 meter över havet och antalet invånare är 15 213.
Terrängen runt Khuldābād är varierad. Runt Khuldābād är det tätbefolkat, med 947 invånare per kvadratkilometer. Det finns inga andra samhällen i närheten. Trakten runt Khuldābād består till största delen av jordbruksmark.